# Takashi Mimura
Takashi Mimura (* 14. Dezember 1944 in Osaka) ist ein japanischer Elektronikingenieur. Er ist bekannt als Erfinder des High-electron-mobility transistor (HEMT).

## Ausbildung und Karriere
Mimura studierte Elektrotechnik an der Universität Osaka mit dem Master-Abschluss als Ingenieur 1970 und ging dann zu Fujitsu. Ab 1975 war er an den Fujitsu Laboratories und 1982 wurde er an der Universität Osaka promoviert. Ab 1998 war er Fellow der Fujitsu Laboratories, was er bis 2017 blieb.
Von 2006 bis 2016 war er Gastwissenschaftler im Millimeter-Wave Device Project der Advanced Communication Group des National Institute of Information and Communications Technology (NICT). Ab 2016 forschte er am Advanced ICT Research Institute von NICT.

## Werk
Den HEMT entwickelte er bei Fujitsu 1979/80 als neue Transistor-Halbleiterarchitektur mit hoher Mobilität der Ladungsträger, die somit gute Hochfrequenzeigenschaften besitzen. Die schnellen Schalteigenschaften beruhen darauf, dass sie die Leitergeometrie auf ein zweidimensionales Elektronengas einschränken. Sie können auch im Mikrowellenbereich operieren. Ein weiterer großer Vorteil ist ihr geringes Rauschen. Sie bestehen im Gegensatz zur verbreiteten CMOS-Technologie aus binären Halbleitern wie Galliumarsenid und Indiumphosphid und werde vornehmlich für einzelne Transistoren eingesetzt, nicht für integrierte Schaltkreise. Die breite Anwendung bei Satellitenempfängern wurde durch eine Senkung der Produktionskosten (Stand 2018) um einen Faktor {\displaystyle 10^{4}} im Vergleich zu den Kosten Anfang der 1980er Jahre erreicht, die selbst für Mimura überraschend war. Weitere Anwendungen sind zum Beispiel GPS-Empfänger, Mobilfunkgeräte und ihre Basisstationen, Radioteleskopen und Kollisionswarn-Radar in Kraftfahrzeugen. Dank ihres geringen Rauschens war ihr Einsatz wesentlich zum Beispiel beim Empfang der schwachen Voyager 2 Fotos von Neptun 1989 aus 1,3 Milliarden km Entfernung.
Er befasst sich in jüngster Zeit auch mit Halbleitermaterialien für Quantenrechner.

## Mitgliedschaften und Ehrungen
1990 erhielt er mit Satoshi Hiyamizu den IEEE Morris N. Liebmann Memorial Award, 1992 den japanischen Imperial Invention Price, 1998 den Welker Award und 2017 den Kyoto-Preis. Außerdem erhielt er 1982 den Achievement Award des Institute of Electronics, Information and Communication Engineers (IEICE) und 2004 der Japan Society for Applied Physics (JSAP) und 1998 die japanische Medaille mit Purpurband. Er ist Ehren-Fellow der Fujitsu Laboratories. Er ist Fellow des IEEE.

## Schriften (Auswahl)
- T. Mimura, S. Hiyamizu, T. Fujii, K. Nanbu: A New Field-Effect Transistor with Selectively Doped GaAs/n-AlxGa1-xAs Heterojunctions, Japanese Journal of Applied Physics, Band 19, 1980, L 225-L227
- T. Mimura, Kazukiyo Joshin, Satoshi Hiyamizu, Kohki Hikosaka, Masayuki Abe: High Electron Mobility Transistor Logic, Japanese Journal of Applied Physics, Band 20, 1981, L 598
- T. Mimura: Development of High Electron Mobility Transistor, Japanese Journal of Applied Physics, Band 44, 2005, S. 8263